# 正義 (ずっと真夜中でいいのに。の曲)
「正義」（せいぎ）は、ずっと真夜中でいいのに。の楽曲。5作目のデジタル配信限定シングルとしてEMI Recordsより2019年5月22日に各音楽配信サービスにてリリースされた。

## 概要
- 前作から3か月ぶりの配信リリースとなった。
- 配信開始前の2019年5月8日にYouTube上にミュージックビデオが公開された[2]。
- 2019年10月30日発売されたフルアルバム『潜潜話』にも収録されている[3][4]。
- 2021年9月24日にYouTube上に2020年11月29日の東京ガーデンシアターでのライブ動画が公開された[5]。

## 収録内容
| #         | タイトル  | 作詞・作曲 | 編曲       | 時間 |
| --------- | --------- | ---------- | ---------- | ---- |
| 1.        | 「正義」  | ACAね      | 久保田真悟 | 4:31 |
| 合計時間: | 合計時間: | 合計時間:  | 合計時間:  | 4:31 |

## 収録アルバム
- 今は今で誓いは笑みで (#2)
- 潜潜話 (#11)